# Шарль де Вайї
Шарль де Вайї́ (фр. Charles De Wailly; 9 листопада 1730, Париж — 2 листопада 1798, Париж) — французький архітектор, графік, викладач XVIII ст.

## Життєпис. Ранні роки
Народився в Парижі. Рано виявив художні здібності, що стало в перешкоді при ввивченні латини та французької граматики. Батьки мріяли бачити сина філологом, бо філологію вивчав їх старший син.
Але Шарль обрав художню кар'єру і вже в юнацтві наполегиво копіював картини і репродукції з відомих творів мистецтва. Сам почав збирати твори мистецтва і гравюри.
В роки опановування архітектури приятелював із Марі-Жозефом Пейром, з яким співпрацюватиме надалі над деякими проєктами. Серед його вчителів — Жак-Франсуа Блондель, Жан-Лоран Леже, Ніколо Сервандоні.
Був здібним студентом і виробився в талановитого малювальника-графіка, механіка і дизайнера. 1752 року, по закінченні навчання, виборов перший приз з архітектури і право на пенсіонерську Римську премію, котра надавала право на стажування в Римі (Французька Академія в Римі). Шарль наполягав на наданні першої премії також Моро (Pierre-Louis Moreau-Desproux), і шляхетно розділив її з ним, бо останній виборов лише другу премію без права подорожі до Риму.
Стажувався в Римі протягом трьох років. Разом із Моро брав участь в розкопках Терм Діоклетіана. Болонська академія обрала де Вайї власним членом. З 1767 року став членом Королівської Академії архітектури в Парижі.

## Художня манера

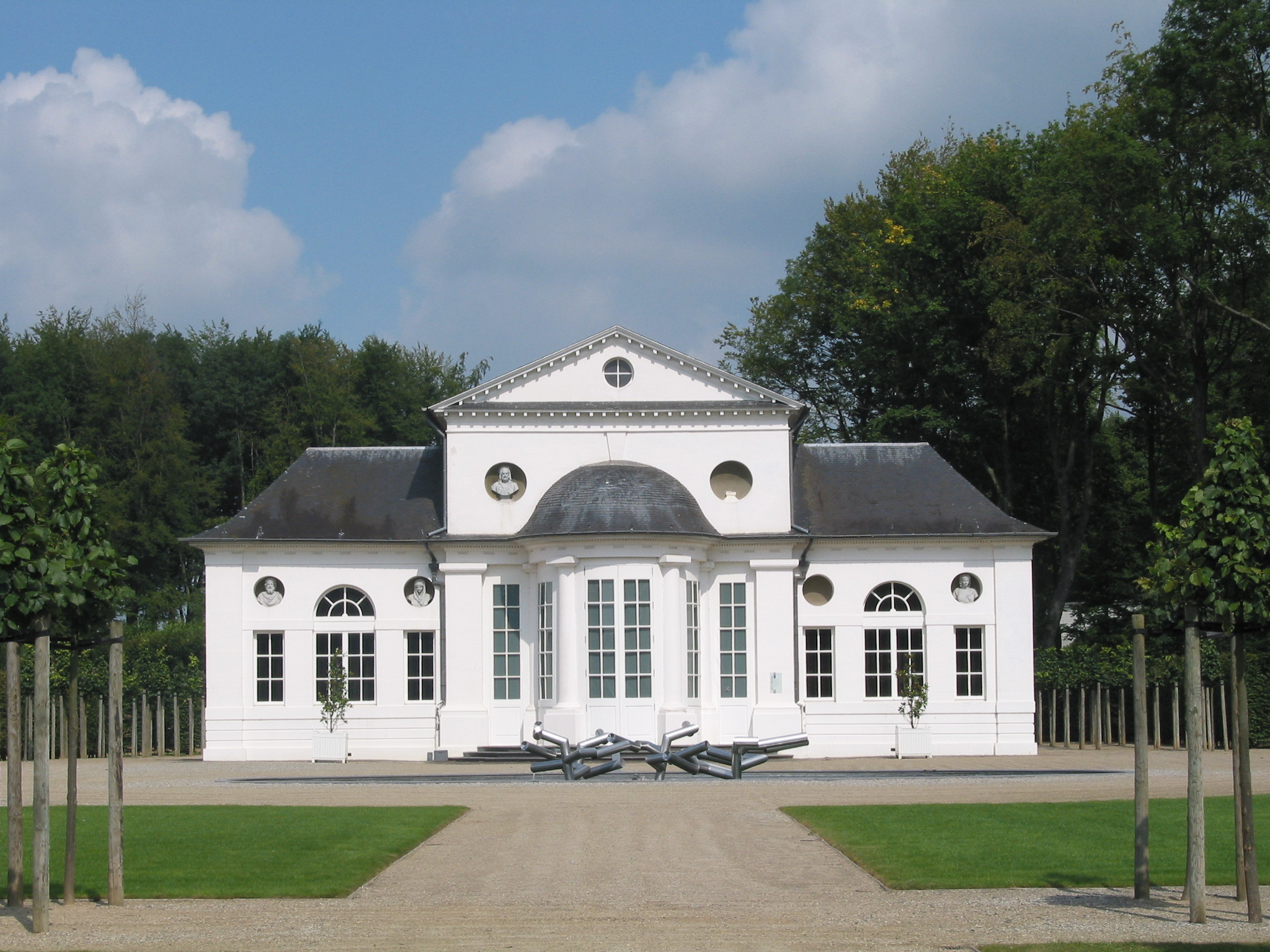
Малий театр, Сенефський замок, Бельгія.

Перебуваючи в Римі, архітектор вивчав архітектурні проєкти Лоренцо Берніні, відомого представник римського бароко.
Тим не менше, у Шарля де Вайї виробилась особлива художня манера без цитат із барокового репертуару, яку розцінили як «Грецький стиль». Він не цурався пластичних об'ємів і наслідків французької архітектури XVII століття, зберігав рови з водою, руст на кутах, колонади, активно використовував скульптуру на парапетах чи в парковому оточенні. Але його архітектурні об'єми тяжіли до спокійних геометричних фігур на кшталт кола, кулі, прямокутника. Скупий декор іноді переходив в майже повну відмову від нього, коли на виглажених фасадах залишена обмаль елементів (карниз, круглі наші з декоративними погруддями та вікна різної форми в театральному павільйоні Сенефського замку).
Еволюція архітектурного стилю Шарля де Вайї йшла шляхом відмови від декоративності до елегантної простоти. Проте, радикальні тенденції французьких архітекторів кінця XVIII століття знайшли у нього відгук. Останній проєкт перебудов Пантеону в Парижі на Храм Республіки часів Французької революції 1789–1793 років вже несе риси педантичного символізму і холодного, неемоційного академізму.

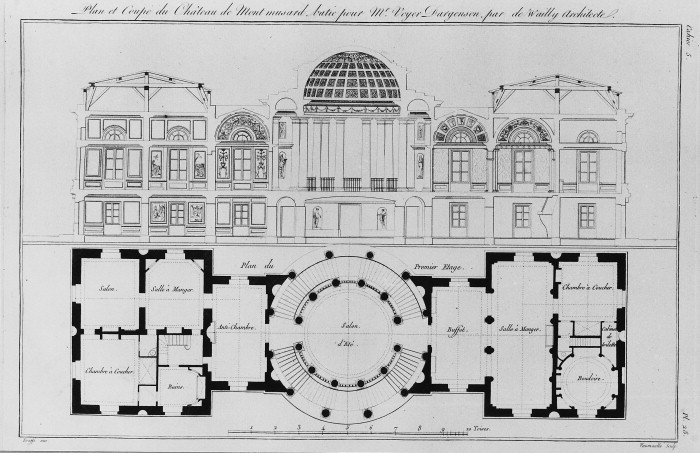
Замок Монмусар: розріз і план, варіант проєкту.
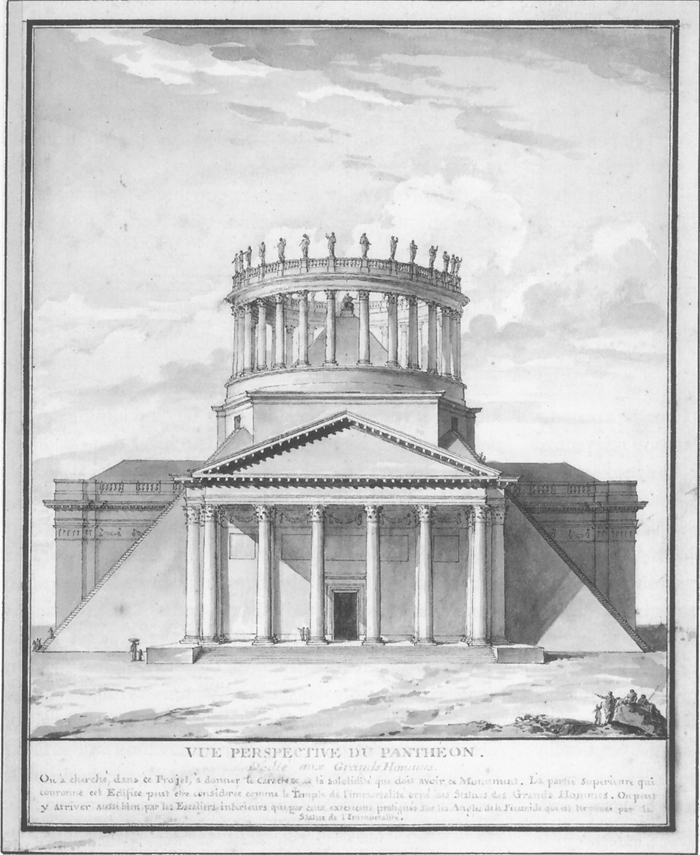
Проєкт перебудови Пантеону в Парижі на храм Республіки
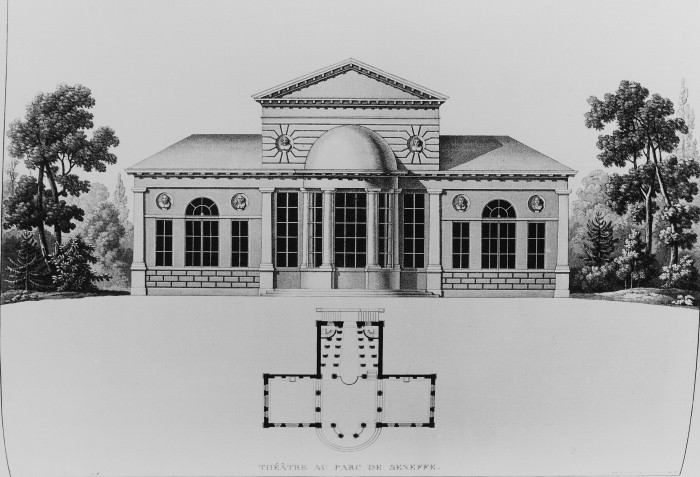
Проєкт Малого театру, фасад і план, Сенефський замок.

## Замок Монмусар

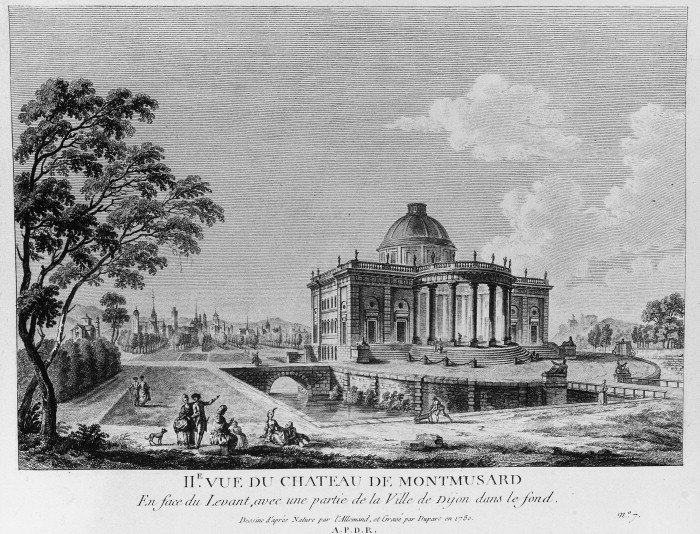
Замок Монмусар, гравюра 1765 року.

Серед найкращих реалізованих споруд архітектора у Франції — замок-палац Монмусар неподалік міста Діжон. Компактний двоповерховий палац має досить простий план — це два кола на одній осі, оточені бічними прямокутними блоками. Але спрощений план компенсований монументальними деталями і пластичною красою. Парадний вхід в палац створений у вигляді круглого двору, напівциркульна частина якого висунута уперед і створена наскрізною колонадою та парадними сходами з помпезною алегоричною скульптурою. Перше коло плану порожнє, відкрите у простір і в небо на всю висоту споруди. В контраст з першим колом друге займає ротонда, крита величним куполом, запозиченим з римських ренесансних і барокових церков. Декор споруди довершували монументальний кутовий руст, пишний важкуватий карниз і парапет, прикрашений декоративною скульптурою. Замок запроєктували на острівці, поєднаного з оточенням кам'яними містками. Збережено і рови з водою, декоративні якості яких зберігали ще Луї Лево чи Жермен Бофран. (Гру з пластичними об'ємами запам'ятає російський учень архітектора Старов Іван Єгорович і використає в палаці садиби Нікольське-Гагаріно для князя С. С. Гагаріна).
План і архітектурний образ замку Монмусар визнавав вдалим і сам Шаль де Вайї. Коли він отримав замову на парковий павільйон наук і мистецтв від російської імператриці Катерини ІІ, то використав варіант власного проєкту замку Монмусар.
Дещо пізніше замок Монмусар визнають серед найкращих пам'яток доби класицизму у Франції. Серед поціновувачів творчості архітектора — філософ Дені Дідро. Твори Шарля де Вайї увійшли ще за життя в французьке видання «Енциклопедії» і також у видання «Опис Франції».

## Проєкти і архітектурні споруди

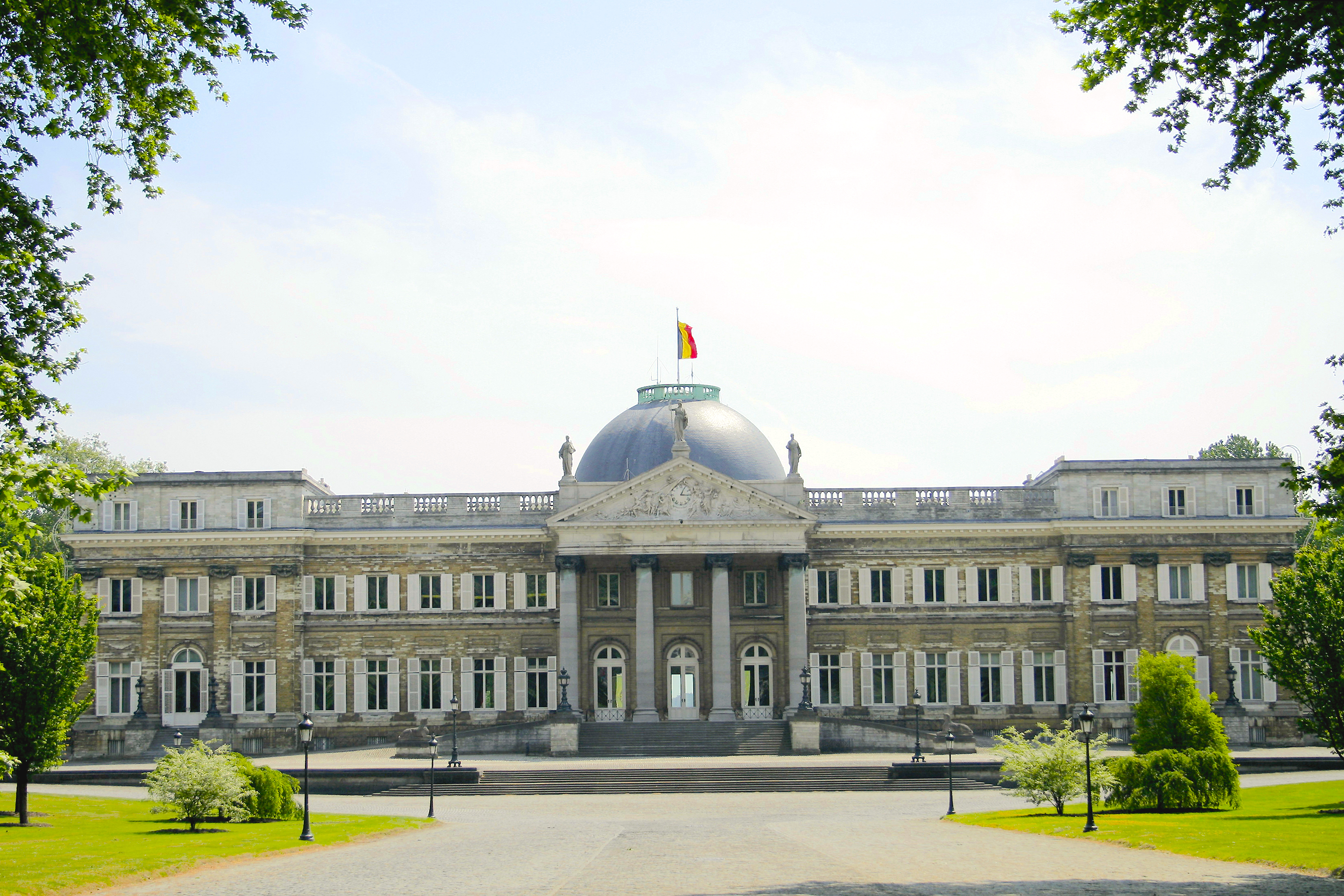
Королівський палац де Лекен, Бельгія

Ситуація напередодні французької революції 1789—1793 рр. в будівництві Франції була складною. Будівельні роботи або скорочуються, або припиняються. Ситуація набула контрасту між скороченням замов і наявністю плеяди високо обдарованих архітекторів без замов, серед яких — Ніколо Сервандоні, П'єр-Луї Моро, Марі Жозеф Пейр і сам Шарль де Вайї. Архітектор Шарль-Луї Клеріссо взагалі перейшов на позиції дослідника античної архітектури і малювальника.
Тому де Вайї охоче брався за проєкти для закордонних замовників. Серед цих замов — поради для фасаду палацу Шереметєва в садибі Кусково (Російська імперія), для Королівського палацу в Лекені, Бельгія, Малий театр в парку Сенефського замку для валлонського багатія Жозефа II Депестра, Бельгія.
Вайї багато працював над проєктами театральних споруд. Він автор проєкту першого загальнодоступного театру в Парижі «Одеон» (в співавторстві з Марі Жозефом Пейром). Але загальна кількість виконаних архітектором замов невелика в порівнянні з творчими можливостями митця.
Він, однак, відхиляв пропозиції покинути Париж і перебратися на працю архітектора чи викладача в Німеччину чи в Російську імперію. Катерина ІІ запросила його на посаду викладача в Петербурзьку Академію мистецтв з високою платнею за рік, але він не прийняв спокусливої пропозиції, як це зробив архітектор-француз Валлєн Деламот.
Востаннє він значно прислужився войовничому французькому урядові не як архітектор, коли після військового приєднання Нідерландів відбув туди у відрядження з метою конфіскації видатних творів мистецтва та перевезенню їх у Париж.

## Дизайнер інтер'єрів і графік
В творчому доробку митця — дизайнерські проєкти. Так, він працював над перебудовами і декоруванням палаццо Крістофоро Спінола в місті Генуя. Скрочення архітектурної практики спонукало до пошуків інших джерел прибутку. Перебування в Італії використав для придбання антикварних скульптур, котрі потім перепродав заможним колекціонерам.
Разом із скульптором Огюстеном Пажу, художниками Жаном-Оноре Фрагонаром (1732—1806), Луї Лагрене (1725—1805), Шарлем Жозефом Натуаром (1700—1777)та ін. декорував інтер'єри такої державної установи в Парижі, як Орлеанська канцелярія.
Майстер архітектурної графіки, Шарль де Вайї також залишив серію малюнків (архітектурних пейзажів), котрі нагадували архітектурні фантазії італійця Піранезі. Шарль де Вайї — постійний учасник виставок в Паризькому Салоні, де демонстрував власні кресленики і архітектурні моделі.

## Вибрані твори архітектора
- замок-палац Монмусар біля Діжона
- замок Дез'Орм
- парковий павільйон мистецтв, замок Менар
- проєкт паркового павільйону для замку Меран
- малий театр в парку замку Сенеф, Бельгія
- Королівський палац в Лекені, Бельгія
- салон палацу Крістофоро Спінола, Генуя
- театр Одеон в Парижі (в співавторстві з Марі Жозефоп Пейром)
- малий театр-павільйон в замку Сенефф (Бельгія)
- проєкт театру Комеді Франсез, Париж
- проєкт реконструкції театра Ла Монне, Брюссель
- проєкт реконструкції Парижа, частково використаний в 19 ст.
- Проєкт реконструкції історичного центру міста Кассель, Німеччина
- план нового французького порту Пор Вандр
- Павільйон наук і мистецтв (для імператриці Катерини ІІ)